# 白夜〜離したくない〜
「白夜〜離したくない〜」（びゃくや はなしたくない）は、1996年9月30日に発売された鈴木雅之の通算21枚目のシングル。

## 解説
11年ぶりに再集結したラッツ&スターの活動と並行してリリース。ラッツ&スターの復活シングル「夢で逢えたら」と共に、LION株式会社の歯磨剤「クリスタ」CMソングに使われた。
7作目のアルバム『CARNIVAL』の1枚目の先行シングル。表題曲はアルバム・ヴァージョンで収録。
カップリング「危機一髪」はアルバム未収録。

## 収録曲
1. 白夜〜離したくない〜
  - 作詞：大下きつま　作曲：松尾清憲　編曲：有賀啓雄
  - ストリングスアレンジメント：Suzie Katayama
  - コーラスアレンジメント：安部泰宏
2. 危機一髪
  - 作詞：朝水彼方　作曲：原一博　編曲：松本晃彦
3. 白夜〜離したくない〜（Original Backing Track）